# ソリッドサンズエンタテインメント
株式会社ソリッドサンズエンタテインメント（英文社名；SOLID SUNS ENTERTAINMENT Inc.）は、東京都港区にかつて存在した日本の芸能プロダクション。

## 沿革・概要
ソリッドグループホールディングスとサンズエンタテインメントのエンタテインメント事業部門が提携し、2007年1月に設立された合弁会社。グラビアアイドルを中心に、歌手やモデル、女優の分野にも進出し、女性タレントだけでなく男性俳優のマネジメン分野も立げる予定であった。しかし、ソリッドグループホールディングスや、その親会社ソリッドアコースティックスの経営不振により、2007年5月末日をもって解散することとなった。所属タレントは、サンズエンタテインメントからの転籍者で多くを占めていたが、大半はそのままサンズエンタテインメントに復籍した。

## かつて所属していたタレント
- 伊藤あい
- 井本みさお
- 川村ひかる
- 岩崎杏里
- 小野美優
- 倉橋沙由梨
- 滝ありさ
- 辰島優
- 堤なぎさ
- 鳥澤奈央
- 藤田侑
- 南まりか
- 夕川真弥
- 吉野ももみ